# Russian Government Cup 2006
Russian Government Cup 2006 spelades 8-10 december 2006 i Irkutsk och Sjelechov i Ryssland . Turneringen vanns av Ryssland. Ryska klubblaget Bajkal Energija deltog som utfyllnadslag.
Finland bojkottade turneringen. Anledningen var att Sverige och Ryssland inte ville delta i Super Cup i Villmanstrand då man tvingades betala hotell och resa själva.

## Matcher
- 8 december 2006: Sverige-Bajkal Energija 7-2 Irkutsk, Ryssland
- 8 december 2006: Ryssland-Norge 10-2 Irkutsk, Ryssland
- 9 december 2006: Sverige-Norge 13-2 Sjelechov, Ryssland
- 9 december 2006: Ryssland-Bajkal Energija 7-3 Irkutsk, Ryssland
- 10 december 2006: Bajkal Energija-Norge 5-1 Irkutsk, Ryssland
- 10 december 2006: Ryssland-Sverige 2-1 Irkutsk, Ryssland

### Sluttabell
| Nr | Lag             | S | V | O | F | GM | IM | MS  | P |
| -- | --------------- | - | - | - | - | -- | -- | --- | - |
| 1  | Ryssland        | 3 | 3 | 0 | 0 | 19 | 6  | +13 | 6 |
| 2  | Sverige         | 3 | 2 | 0 | 1 | 21 | 6  | +15 | 4 |
| 3  | Bajkal Energija | 3 | 1 | 0 | 2 | 10 | 15 | −5  | 2 |
| 4  | Norge           | 3 | 0 | 0 | 3 | 5  | 28 | −23 | 0 |

### Fotnoter
1. ↑  ”Russia-Irkutsk 2007”. Svenska bandyförbundet. 24 mars 2006. http://www.svenskbandy.se/LANDSLAG/HERRLANDSLAGET/SASONGEN200607/Russia-Irkutsk2007/. Läst 20 januari 2016.
2. ↑  ”Säsongen 2006/07”. Svenska bandyförbundet. 24 mars 2007. http://www.svenskbandy.se/LANDSLAG/HERRLANDSLAGET/SASONGEN200607/. Läst 20 januari 2016.
3. ↑  Martin Fransson (30 september 2006). ”Inblick: Rubelregnet kan krossa bandyn”. Dagens nyheter. http://www.dn.se/sport/inblick-rubelregnet-kan-krossa-bandyn/. Läst 23 september 2008.